# Assia-Marburgo
Il Langraviato di Assia-Marburgo fu un langraviato tedesco ed un principato indipendente del Sacro Romano Impero, che persistette tra il 1485 ed il 1500, e tra il 1567 ed il 1604/1650.

## Geografia
Esso comprendeva la città di Marburgo e le città confinanti come Gießen, Nidda e Eppstein, situate nell'attuale Oberhessen (Assia Superiore).
L'intera area dell'Assia-Marburgo è oggi compresa nello stato tedesco dell'Assia.

## Storia
L'area era divenuta una contea indipendente con i Giso o Gisonen sin dall'XI secolo. Marburgo, che passò ai Langravi di Turingia nel 1130 circa.
Quando la figlia di Sant'Elisabetta d'Ungheria, Sofia di Brabante, fu in grado di assicurare la parte ovest della Turingia al proprio figlio Enrico nel 1265 e venne fondato il Langraviato d'Assia, l'area di Marburgo ne divenne un'area indipendente.
Assia-Marburgo, per suo conto, si riferisce solo alle suddivisioni attorno a Marburgo, sulla base dell'antica contea. Questa divenne un principato alla suddivisione dei beni territoriali del langravio d'Assia.
- Questo accadde nel 1485, ma il langravio morì senza eredi e Marburgo venne ricompresa nei domini del Langraviato d'Assia.
- Nuovamente la questione si ripropose nel 1567 quando Filippo I d'Assia detto il Magnanimo divise il proprio langraviato in quattro parti e l'Assia-Marburgo divenne una di queste.

Quando, nel 1604 Luigi IV d'Assia-Marburgo morì senza eredi maschi, egli divise equamente i propri domini tra l'Assia-Kassel (Marburgo) e l'Assia-Darmstadt (Gießen, Nidda), alla sola condizione che entrambi i territori rimanessero luterani. L'Assia-Kassel era, in quel momento storico, di religione calvinista.
Mentre le due linee discutevano sui dettagli della divisione, Maurizio di Assia-Kassel annetté l'intero territorio ed introdusse il calvinismo. Dopo una lunga disputa ed un conflitto armato, Maurizio si arrese nel 1627 e lasciò la sua parte di territori all'Assia-Darmstadt.
In ogni caso, nella Guerra d'Assia (tra il 1645 ed il 1648, che risultò un sub conflitto della Guerra dei Trent'anni, le due linee, che si trovavano su due fronti opposti, combatterono di nuovo per il possesso dei territori. Questa guerra sterminò i due terzi della popolazione della regione, uno dei più grandi massacri della storia della Germania.
Alla fine, il territorio venne diviso secondo le volontà di Ludovico IV. L'Assia-Kassel ottenne la parte a nord e l'Assia-Darmstadt quella a sud.